# Natel (Bremen)

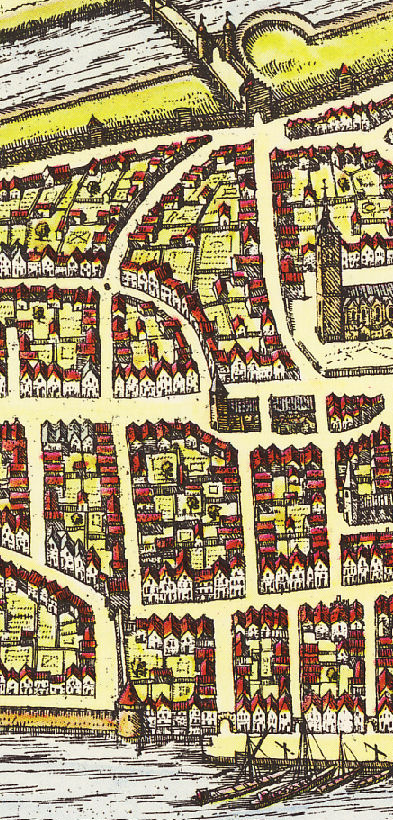
Bremen 1689 (Hogenberg-Plan): Vom Fangturm an der Weser führt ein Stück alte Stadtmauer zum Torbau der Natel zwischen Langenstr. und Geeren

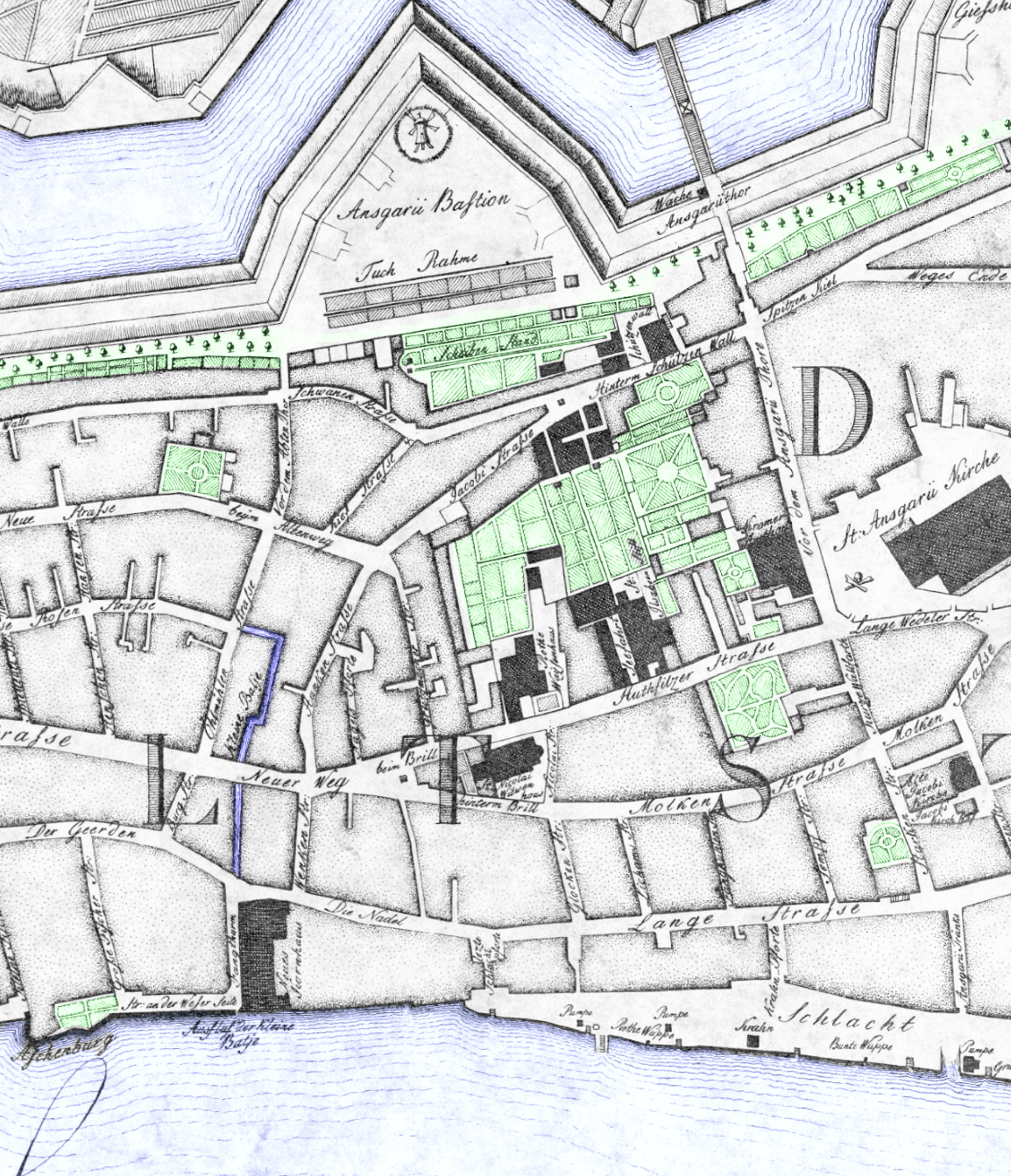
Bremen 1796 (Murtfeld-Plan): Der Straßenzug Nicolai Str. – Hanken Str. – Wenken Str. entspricht dem Verlauf der inneren Mauer

Die Natel war ein Stadttor zwischen dem spätestens im 13. Jahrhundert ummauerten größeren Teil der Bremer Altstadt und dem erst ab 1307 mit einer Mauer versehenen Stephaniviertel.

## Name
Bei den ersten urkundlichen Erwähnungen wurde das Tor mit Namen erwähnt, die später für andere Tore verwendet wurden. „Porta lapidea“ (1284) bedeutet Steintor, womit spätestens seit dem frühen 17. Jahrhundert der Durchlass der Straße nach Verden durch die Landwehr am Dobben gemeint war. Die Bezeichnung „Porta sancti Stephani“ (Stephanitor, 1291) wurde seit der landseitigen Ummauerung des Stephaniviertels auf das westlichste Tor der neuen Mauer verwendet.
„Natel“ oder „Nadel“ als Verkürzung von „Nadelöhr“ bezeichnete ansonsten, auch bei der Bremer Bischofsnadel, für kleine Pforten in den Stadtmauern. Die Natel in der alten Mauer zum Stephaniviertel wurde aber gerade dadurch zum Nadelöhr im innerstädtischen Verkehr, dass sie das einzige große Tor war. Zwischen ihr und der landseitigen Ummauerung hatte die innerstädtische Mauer noch vier kleine Durchlässe, die aber nicht einmal für größere Menschenbewegungen geeignet waren: den Brill, die Nagelspforte, die Pforte von der Grützmacherstraße zum Altenweg und die Hasenpforte in der Nähe des Schwanengatts.

## Geschichte
Die äußere Ummauerung des Stephaniviertels hatte zwei Schwachstellen, am Weserufer gab es hier lange Zeit noch keine Mauer, und am Schwanengatt gab es Öffnungen für dessen Abfluss. Darum hielt man die alte Mauer noch über zweihundert Jahre lang verteidigungsfähig, ein breiter Streifen auf der Stephaniseite durfte nicht bebaut werden.
Anfang des 16. Jahrhunderts aber hatte das Weserufer vor der Stephanistadt teilweise eine Mauer bekommen und vor den landseitigen Mauern hatte man einen Wall zum Schutz gegen die stärker gewordenen Kanonen angelegt. Als im Schmalkaldischen Krieg im März 1547 ein kaiserliches Heer gegen Bremen marschierte, machte man sich in aller Eile an weitere Modernisierungen: Schöne aber unnütze Mauer- und Tortürme wurden gekappt, das Schwanengatt zugedeicht und in seiner Nähe eine Brücke über die Kleine Balge gebaut. Vier Jahre später, also 1551, brach man die innere Mauer zwischen der Natel und der äußeren Mauer ganz ab. Aber den Torbau der Natel und die Mauer zwischen ihr und dem Fangturm an der Weser ließen man stehen. So ist das Tor auch auf den ersten Stichen von Bremen abgebildet, bei Weigel mit einer welschen Haube, bei den übrigen mit einem Satteldach, was heute für die korrektere Darstellung gehalten wird. 1590 wichen der Fangturm und der südliche Teil der inneren Mauer dem Neuen Kornhaus, aber erst kurz vor 1660 wurde der Torbau der Natel abgerissen. Noch im Stadtplan von 1796 heißt die nordwestliche Fortsetzung der Langenstraße zwischen Letzter Schlachtpforte und der Straße Fangturm (Überbauung der Kleinen Balge) Die Natel.